# Zsófia magyar királyi hercegnő (1136–1161)
Árpád-házi Zsófia magyar királyi hercegnő (1136. november 3. – Admont, Stájerország, 1161 után) Árpád-házi magyar hercegnő, II. Béla király és Ilona szerb hercegnő leánya, II. Géza, II. László és IV. István húga.

## Élete
Zsófia 1136. november 3-án született II. Béla és a szerb Ilona ötödik gyermekeként. Hároméves korában, 1139-ben eljegyezték III. Konrád német-római császár Henrik-Berengár (élt 1137-1150; lásd ) nevű fiával. A kor szokása szerint még ugyanebben az évben a német császári udvarba vitték. Ott azonban kegyetlen és megalázó bánásmódban részesült; majd pedig miután eldőlt, hogy III. Konrád politikai okokból mégsem őt szánja fia hitvesének, 1146-ban az admonti bencés kolostor apácarészlegébe (ma Stájerország, Ausztria) zárták. Zsófia nagyon megkedvelte a női közösséget, s bár bátyja, II. Géza többször is megpróbálta hazainvitálni, de eredménytelenül. A zárdába vonulásával kapcsolatos levelezése fennmaradt. Admontban apácaként fejezte be életét.